# St. Peter und Paul (Petersberg)

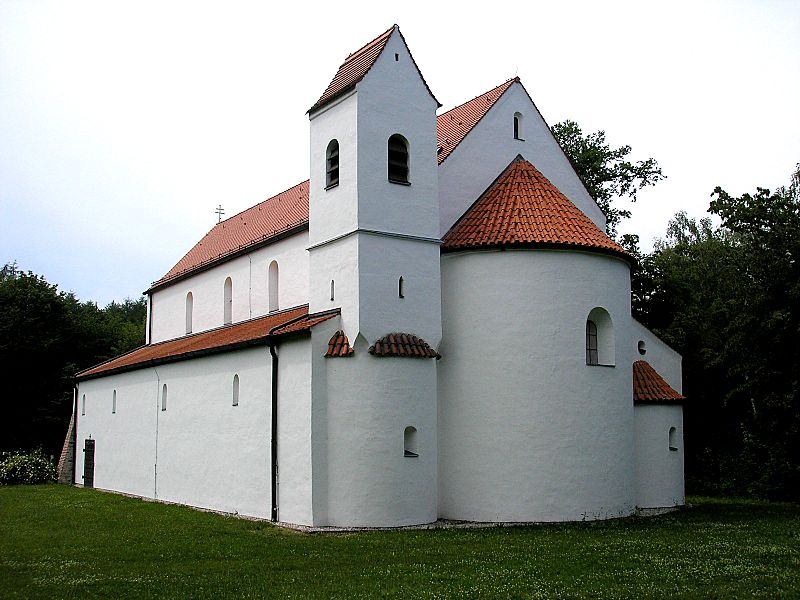
Petersberg-Basilika (Südost-Ansicht)

Die Petersberg-Basilika ist eine römisch-katholische Filialkirche auf dem Petersberg bei Petersberg (Gemeinde Erdweg), einem bewaldeten Höhenzug im Dachauer Hügelland in Oberbayern. Die ehemalige Klosterkirche gilt als einer der bedeutendsten romanischen Kirchenbauten Altbayerns. Das heutige Erscheinungsbild geht allerdings weitgehend auf eine Restaurierung von 1906/07 zurück, bei der die ursprüngliche Baugestalt der Basilika wieder annähernd rekonstruiert werden konnte.

## Geschichte

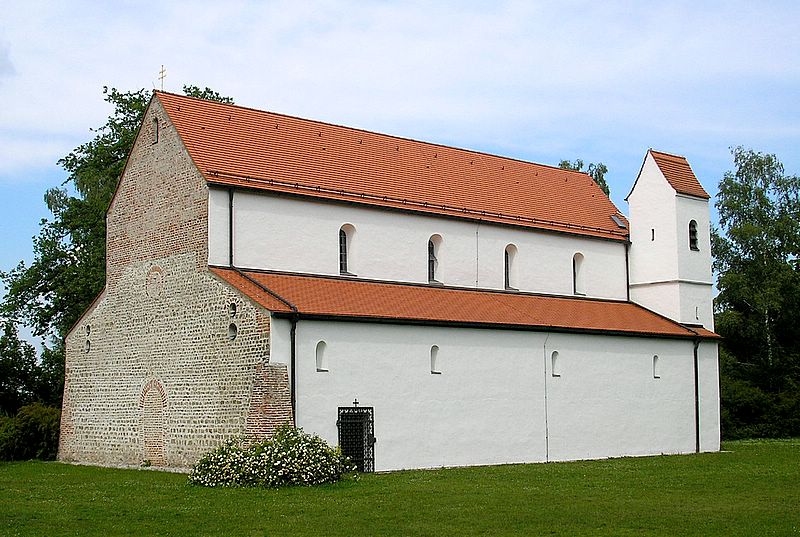
Petersberg-Basilika (Südwest-Ansicht)

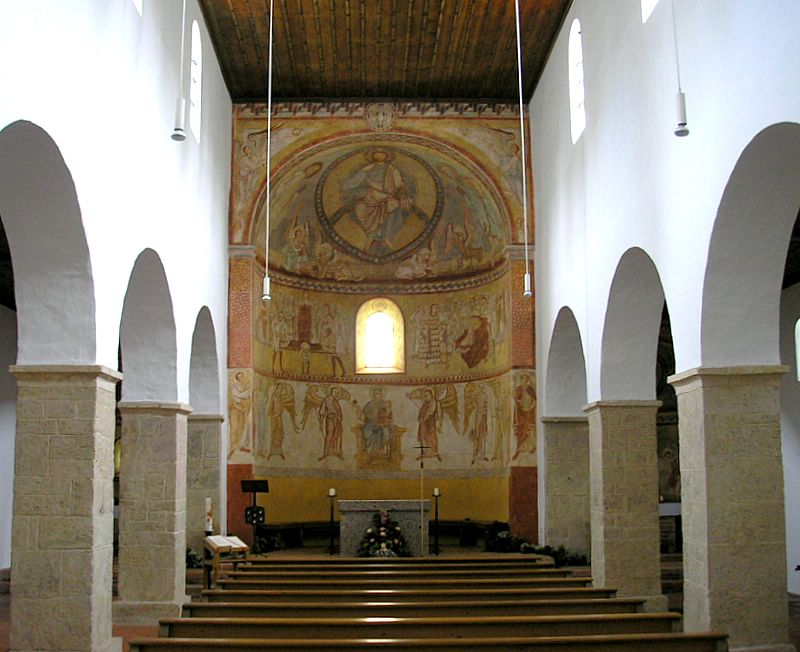
Mittelschiff und Hauptapsis

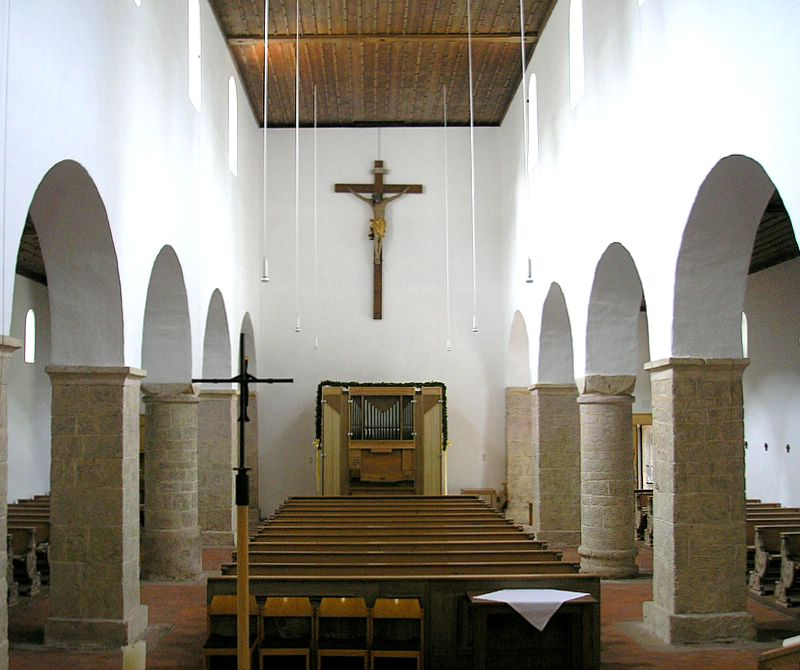
Langhaus nach Westen

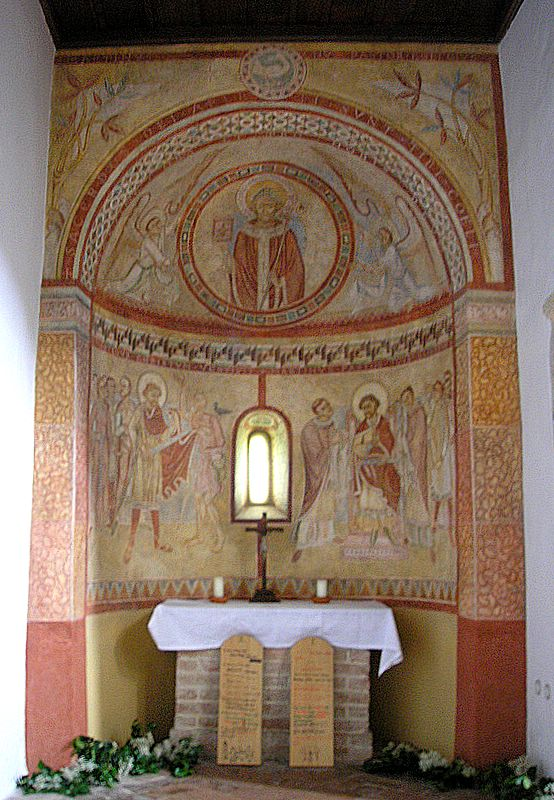
Nördliche Apsis (St. Martin)

Auf dem Hügelsporn befand sich ursprünglich die hochmittelalterliche Burg Glaneck (Gloneck) der Grafen von Scheyern über der Gabelung der alten Römerstraße von Augsburg nach Freising. Gräfin Haziga gründete 1077 ein Benediktinerkloster in Bayrischzell, das wegen der ungünstigen Lage 1087 nach Fischbachau verlegt wurde. Anfang des 12. Jahrhunderts gaben die Grafen Otto III. und sein Verwandter Berthold von Burgeck die Burg auf und schenkten sie dem Benediktinerorden. Die beiden Stifter schenken dem Kloster auch einen großen Teil ihrer Güter. 1104 bezog ein Konvent Hirsauer Mönche den Burgstall. Auch Fischbachau hatte sich als ungünstiger Standort für das Kloster erwiesen. Die Klosterkirche wurde 1107 durch den Freisinger Bischof Heinrich von Eberstein-Tengling geweiht. Die Weihe wurde 1110 nochmals durch den Salzburger Erzbischof Konrad von Abensberg vollzogen, da Bischof Heinrich wegen seiner kaiserfreundlichen Haltung im Investiturstreit vom Papst gebannt worden war.
Als die Herren von Scheyern wenig später ihre neue Burg bei Aichach (Burg Wittelsbach) bezogen, verließen die Mönche das junge Kloster bereits 1119 wieder, um sich nun endgültig am Platz der ehemaligen Burg Scheyern niederzulassen. Das Kloster auf dem „Petersberg“ bestand also insgesamt nur etwa 16 Jahre.
Jedoch blieb der Petersberg noch bis um 1340 im Besitz des Klosters Scheyern. Zwei Patres betreuten von hier aus die Seelsorge im mittleren Glonntal. Anschließend unterstellte man die Basilika der Pfarrei Walkertshofen.
Im Jahr 1730 begann die Barockisierung der mittelalterlichen Basilika. Die auffälligste Änderung war das mächtige Satteldach, das nun die drei Kirchenschiffe zusammenfasste. Auch die Fenster wurden dem Zeitgeschmack angepasst. Das Innere erhielt eine Stuckdekoration, neue Altäre kamen in die Kirche.
Im 19. Jahrhundert sollte die Kirche eigentlich wegen ihres schlechten Zustandes abgebrochen werden. Um 1864 begutachteten drei Nachbarpfarrer die ehemalige Klosterkirche und sahen keine Möglichkeit einer Erhaltung. An Stelle des Gotteshauses sollte ein Kreuz errichtet werden.
1869 wurde Joseph Anton Immler Pfarrer zu Walkertshofen. Er erkannte den historischen und kunstgeschichtlichen Wert des Bauwerks und leitete eine erste Restaurierung ein.
1907 konnte man das 800-jährige Jubiläum des Petersberges feiern. Unter Pfarrer Josef Köpf begann 1906 die umfassende Sanierung der Basilika. Die Reste der Fresken wurden freigelegt und anschließend ergänzt. Durch die frühe Absiedelung der Mönche war die Ausmalung der Nebenapsiden im Hochmittelalter offenbar unterblieben. Dort konnte der Restaurator den Wünschen der Auftraggeber entsprechend Bildprogramme um die Heiligen Martin und Benedikt erarbeiten. Der Obergaden konnte wieder aufgemauert und die basilikale Form wiederhergestellt werden. Auch der barocke Stuck wurde wieder abgeschlagen, die Altäre entfernt. Die damaligen Restaurierungsmaßnahmen prägen das Bild bis heute.
Am Eingang der Basilika ist auf einer 90 cm hohen Säule aus dem 12. Jh. ein sehr schönes Weihwasserbecken aus Bronze befestigt. Die Säule war bei Grabungen vor der Kirche gefunden worden. Das Becken stammt aus den Jahren 1967/68 und wurde von der Bildhauerin Eva Moshack aus München gestaltet. In die Schale ist ein Relief mit viermal 6 Fischen eingraviert.
Die letzten größeren Restaurierungen wurden 1980/1981 (Außensanierung) bzw. 1984 (Innenraum) durchgeführt.
Heute gehört die Petersberg-Basilika zum Pfarrverband Erdweg, dem die alte Pfarrei Walkertshofen eingegliedert wurde, und wird von der Haus Petersberg-Stiftung verwaltet, die auch die Katholische Landvolkshochschule Petersberg betreibt.

## Beschreibung
Die Basilika liegt auf dem Plateau des hochmittelalterlichen Burgstalles Glaneck. Der Burgplatz wird durch einen breiten und tiefen Halsgraben von einem bewaldeten Hügelzug abgetrennt. Eine spätere Erdbrücke ermöglicht die Zufahrt zur Kirche und dem „Oberen Haus“ der Katholischen Landvolkshochschule Petersberg. Das größere „Untere Haus“ liegt unterhalb am Fuß der Anhöhe.
Die Petersberg-Basilika ist eine typische querschiffslose Pfeilerbasilika des reduzierten altbayerischen Schemas. Das Bauwerk ist nur etwa 24 m lang und 12 m breit. Das Vorbild der Vorgängerkirche in Fischbachau wird besonders im Grundriss deutlich. Der kleine Glockenturm über der Südapsis entstand wohl im 18. Jahrhundert im Zuge der Barockisierung.
Das Äußere ist weiß verputzt, die Westfassade wurde jedoch bei der Sanierung 2006/2007 steinsichtig belassen. Die hochmittelalterlichen Teile bestehen aus Bruchstein, die späteren Ergänzungen aus Ziegelmauerwerk. Gut erkennbar sind das zugesetzte Westportal und ein kleines Rundfenster. Diese Bauzeugnisse verweisen auf den barocken Umbau der Kirche, der erst im frühen 20. Jahrhundert rückgängig gemacht wurde. Den Zugang ermöglichen heute zwei Portale im Westen der Seitenschiffe. Beide Seitenschiffwände mussten 1906 bzw. 1980/84 erneuert werden.

### Inneres
Eine weitgehende Rekonstruktion ist auch der Obergaden der Basilika. Das Originalmauerwerk wurde während der Barockisierung abgetragen, um die drei Schiffe unter ein gemeinsames Dach zu bringen. Die schlichte Holzdecke durfte etwas tiefer liegen als das mittelalterliche Vorbild.
Das Hauptschiff öffnet sich in jeweils fünf Rundbogenarkaden zu den Seitenschiffen. Bemerkenswert ist der Stützenwechsel beim zweiten Pfeilerpaar von Westen. Hier sind die Stützen als Rundpfeiler mit kämpferlosen Kapitellen gestaltet, die restlichen Pfeilerpaare haben quadratische Querschnitte. Die Pfeiler wurden aus örtlich anstehenden Molasse-Sandstein aufgemauert, das Bruchsteinmaterial der Wände musste teilweise aus dem Donaugebiet herbeigeschafft werden. Auch der Innenraum ist weiß verputzt, die Pfeiler wurden bei den letzten Sanierungen steinsichtig belassen.

### Fresken
Die Fresken der drei Apsiden entstanden erst im Zuge der Sanierung von 1906/07. Der ausführende Künstler Hans Haggenmiller konnte sich nur in der Hauptapsis am Altbestand orientieren, der unter sieben bis acht Putzschichten verborgen war. Die Bilder der Nebenapsiden sind vollständige Neuschöpfungen, die jedoch so gut gelungen sind, dass die Fresken noch heute auch in der Fachliteratur manchmal für ergänzte Originale gehalten werden. Auch die „originalen“ Teile der Hauptapsis sind so stark übermalt, dass sie als Nachbildungen gelten müssen. Das Dargestellte entspricht einer ‚Majestas Domini‘, mit Jesus in einer Mandorla, umgeben von den vier Evangelistensymbolen, ein beliebtes Bildschema der Hauptapsis im Mittelalter. Prof. Haggenmiller orientierte sich hier an der romanischen Buchmalerei und den Fresken im Kloster Prüfening bei Regensburg. Der Gesamteindruck ist durchaus mittelalterlich, besonders die moderne Behandlung der Gesichter verweist jedoch eindeutig ins frühe 20. Jahrhundert.
An das ursprüngliche Bildprogramm erinnern noch die thronende Muttergottes mit den Engeln der Hauptapsis, das Martyrium der Apostelfürsten Petrus und Paulus und die geflügelten Evangelistensymbole (Mensch, Löwe, Stier, Adler). Das Dehio-Handbuch bezeichnet diese Partien als restaurierte Originale. Auch die Kreuzigung des hl. Petrus und die Enthauptung des hl. Paulus neben dem Fenster haben ihre Vorbilder im mittelalterlichen Bestand. In der Kalotten-Wölbung thront Christus als Weltenherrscher in der Mandorla.
In der nördlichen Apsis erkennt man Szenen aus dem Leben des hl. Martin, etwa die Teilung des Mantels. Die Südapsis schmücken Darstellung der Vita des hl. Benedikt.
Von der ehemaligen Ausstattung wurden nur wenige Stücke im Kirchenraum belassen. Im nördlichen Seitenschiff steht eine bemerkenswerte spätgotische Schnitzfigur der Muttergottes (Anfang 16. Jahrhundert) aus dem Umkreis des „Meisters der Blutenburger Apostel“.

## Katholische Landvolkshochschule

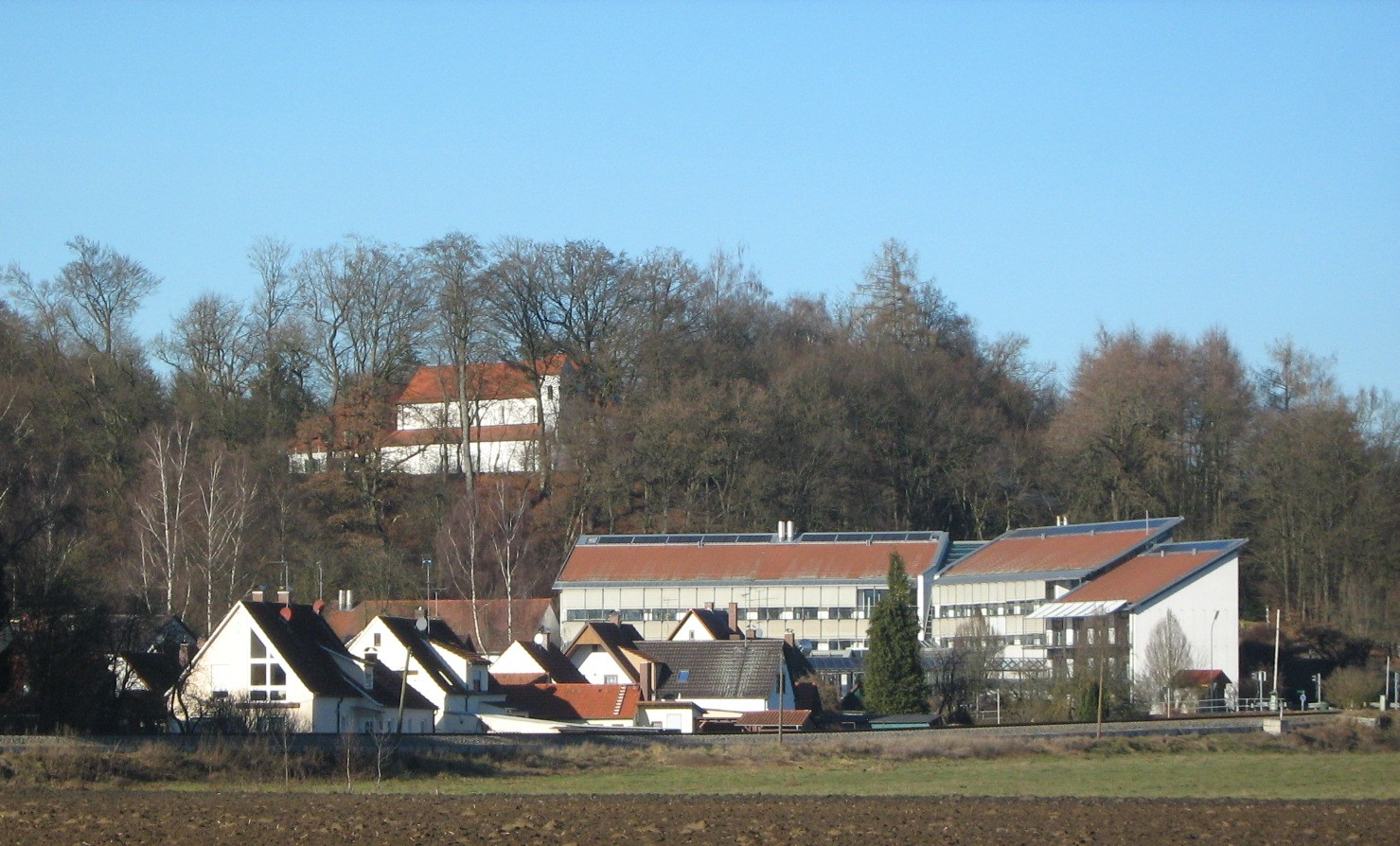
Petersberg mit Basilika (oben) und Landvolkshochschule (Unteres Haus)

Die Katholische Landvolkshochschule  Petersberg wurde nach dem Zweiten Weltkrieg vom Münchner Weihbischof Johannes Neuhäusler zusammen mit dem Landjugendseelsorger Emmeran Scharl und Gabriele Weidl gegründet. Sie nahm 1951 den Betrieb im Kloster Indersdorf auf und zog 1953 in das neue Gebäude (heute: Oberes Haus) auf dem Petersberg um. Das sogenannte Untere Haus entstand 1965 am Bergfuß und wurde im Jahr 2000 fast vollständig durch einen Neubau ersetzt. Die Familie von Soden-Fraunhofen trug durch die großzügige Schenkung des Grundes maßgeblich zur Gründung bei und ist dem Petersberg bis heute verbunden.
Träger der Landvolkshochschule ist die Haus Petersberg-Stiftung, eine kirchliche Stiftung öffentlichen Rechts der Erzdiözese München und Freising. Über die Organe der Stiftung sind die Erzdiözese, das Katholische Landvolk, die Katholische Landjugend und die Petersberg-Gemeinschaft mit dem Petersberg verbunden.

## Skulpturenweg Petersberg
Vom Unteren zum Oberen Haus bzw. zur Basilika führt seit 2007, dem 900-jährigen Weihejahr der Basilika, ein ca. 200 m langer Skulpturenweg zum Thema „Mit Leidenschaft Mensch sein“. Hier wird versucht, tragfähige traditionell christliche Werte mit kreativen Ausdrucksformen der Spiritualität zu vereinen. Der Skulpturenweg setzt die spirituellen Erfahrungen von zehn Lebensstationen kreativ um. Diese sind: Wandel, Neubeginn, Verletzung, Heilung, Begegnung, Entscheidung, Abschied, Heimat, Sehnsucht und Übergänge.

## Meditativer Wanderweg
2012 wurde zwischen dem früheren Kloster Petersberg und dem Kloster Altomünster ein meditativer Wanderweg mit dem Motto „IN SICH GEHEN“ bzw. „INS ICH GEHEN“ angelegt. Der 9 km lange Weg umfasst 14 Stationen mit Kunstwerken, Hinweistafeln und Sinnsprüchen zur inneren Einkehr und zum Nachdenken. Jede Station ist auch mit einer Sitzgelegenheit ausgestattet.

## 7-Klöster-Weg
Der Petersberg ist auch eine der Radwegs-Stationen des 7-Klöster-Wegs, der sieben bestehende oder ehemalige Klöstern im Dachauer- und Wittelsbacher Land miteinander verbindet. Die Klöster sollen durch diesen 100 km langen Radweg wieder ins Bewusstsein gerufen und erfahrbar werden. Die sieben Klöster sind: Kloster Schönbrunn in Röhrmoos, Kloster Weichs, Kloster Indersdorf, Kloster Petersberg, Kloster Altomünster, Kloster Maria Birnbaum in Sielenbach und Kloster Taxa bei Odelzhausen.